# Helge Løvland
Helge Andreas Løvland, norveški atlet, * 11. maj 1890, Froland, Norveška, † 26. april 1984, Oslo, Norveška.
Løvland je nastopil na Poletnih olimpijskih igrah 1920 v Antwerpu, kjer je osvojil naslov olimpijskega prvaka v deseteroboju in peto mesto v peteroboju. Leta 1919 je prejel norveško nagrado Egebergs Ærespris za uspehe v več športnih panogah.